# Bebop (программа)
Bebop (BibTeX Publisher) — компьютерная программа, создающая веб-интерфейс для просмотра списка публикаций, сохранённых в файл BibTeX. Позволяет сортировать по автору, году, типу документа, теме, ключевым словам. 
Используется PHP, JavaScript and XML.